# Eva Olsoni
Eva Olsoni, född 17 maj 1908 i Borgå, död 21 november 1994 i Gold Beach, USA, var en finländsk  konstnär.

## Biografi
Olsoni utbildade sig 1925–1927 till teckningslärare vid Centralskolan för konstflit och studerade även i London, Paris och Stockholm. Hon var därefter huvudsakligen verksam som textilkonstnär, bland annat som föreståndare för flera vävateljéer. Som målare debuterade hon 1937. Olsoni gjorde sig mest känd som kolorist med ett högt utvecklat sinne för färgernas valörer.
Från 1941 var hon gift med Börje Olsoni, som var bror till bokhandlaren Eric Olsoni.

## Teater

### Kostym
| År   | Produktion                                               | Upphovsmän          | Regi           | Teater                       |
| ---- | -------------------------------------------------------- | ------------------- | -------------- | ---------------------------- |
| 1961 | Richard III The Life and Death of King Richard the Third | William Shakespeare | Eddie Stenberg | Svenska Teatern, Helsingfors |